# Theodor Gebre Selassie
Theodor Gebre Selassie (Třebíč, 24 de dezembro de 1986) é um futebolista tcheco que atua como lateral-direito. Atualmente defende o time alemão Werder Bremen. Ele é filho de pai etíope e mãe tcheca.

## Carreira
Depois de sua boa atuação pela seleção Tcheca na Eurocopa 2012, o time alemão assinou com ele por 4 anos.
Selassie foi o primeiro jogador negro na história a jogar pela seleção tcheca.
fez parte do elenco da Seleção Tcheca de Futebol da Eurocopa de 2016.

## Títulos
Slavia Praga
- Campeonato Tcheco (1): 2007–08

Slovan Liberec
- Campeonato Tcheco (1): 2011–12